# Kenneth Pinyan
Kenneth Pinyan (* 22. Juni 1960 in Gig Harbor; † 2. Juli 2005 in Enumclaw, Washington) war ein US-amerikanischer Ingenieur, der durch die Umstände seines Todes bekannt wurde. Er starb an den Folgen einer Darmperforation, nachdem er zuvor passiven Analverkehr mit einem Hengst gehabt hatte (Zoophilie).

## Vorfall
Pinyan hatte unter dem Pseudonym „Mr. Hands“ gemeinsam mit weiteren Personen über einen längeren Zeitraum hunderte Videos tierpornografischen Inhalts produziert.
Während sexueller Handlungen mit einem Hengst auf einer Farm im King County, die von einem seiner Freunde gefilmt wurden, erlitt Pinyan eine Darmperforation, die zu einer Peritonitis führte. Im Krankenhaus konnte nur noch der Tod des Mannes festgestellt werden.

## Nachgeschichte
Nach Berichterstattung der The Seattle Times wurde der Vorfall landesweit bekannt. Der Online-Artikel war der meistgelesene Artikel der Zeitung im Jahr 2005.
Der Kameramann, der den Vorfall aufgezeichnet hatte, sollte zunächst wegen Tierquälerei angeklagt werden. Jedoch gab es auf den Videos keinen Beweis eines „Quälens“ der Tiere. Da es im Bundesstaat Washington damals kein Gesetz gegen Tierpornografie gab, wurde er lediglich wegen Hausfriedensbruches angezeigt. Der Besitzer der Farm hatte zuvor keine Kenntnis von den Taten der Besucher. Der Mann bekannte sich schuldig und wurde zu einem Jahr auf Bewährung, einer Geldstrafe von 300 US-Dollar und einem Tag gemeinnütziger Arbeit verurteilt.
Der Fall führte dazu, dass das Gesetz über Animal cruelty in the first degree im Staat Washington im Juni 2006 geändert wurde. Dadurch wurde sexueller Kontakt mit Tieren strafbar und auch Helfer, Tierbesitzer und Fotografen beziehungsweise Filmer wurden explizit mit eingeschlossen.
Ein Tiersexvideo mit Pinyan verbreitete sich nach dem Vorfall im Internet, wurde aber von vielen Videoseiten aufgrund des anstößigen Inhaltes gelöscht. Im Gegenzug verbreiteten sich hunderte Mr. Hands Reaction Videos bzw. Horse Sex Reaction Videos, in denen Betrachter der Videos ihre Reaktionen auf das Gezeigte aufnahmen. Pinyans Lebensgeschichte und die Umstände seines Todes wurden 2007 vom Regisseur Robinson Devor im Dokumentarfilm Zoo dargestellt. Der Film wurde 2007 beim Sundance Film Festival gezeigt. In Deutschland erschien der Film 2011 im Rahmen der Reihe Kino kontrovers.